# Museo Arqueológico de Cos
El Museo Arqueológico de Cos, ubicado en Cos, una de las islas del archipiélago del Dodecaneso, es uno de los museos de Grecia.

## Historia del museo
En 1933, durante el periodo de ocupación italiana de la isla, tuvo lugar un terremoto que ocasionó numerosos daños pero también fue aprovechado para realizar un extenso programa de excavaciones arqueológicas y construir nuevos edificios públicos. Por ello, en 1934 se diseñó el edificio del museo, que quedó construido en 1936, en un lugar donde también quedan restos de una muralla helenística que se puede ver en el sótano. Tras un reciente proyecto de rehabilitación y reexposición durante el cual el museo permaneció cerrado durante varios años, se volvió a abrir en 2016, pero otro terremoto que hubo en 2017 provocó daños en algunas de las piezas escultóricas expuestas.

## Colecciones
Este museo contiene una colección de objetos procedentes de las excavaciones de la isla, así como de antiguos edificios públicos. Entre las esculturas y mosaicos que alberga, destacan una cabeza de Hera del siglo II a. C., una estela funeraria con representación de leones, otra estela funeraria donde se representa una escena de un simposio, una estatua de un atleta del siglo III a. C., una cabeza de Alejandro, un torso masculino, una gran estatua que podría representar a Hipócrates, las estatuas de Deméter, Perséfone y Atenea del periodo helenístico procedentes de un santuario, varias estatuas de divinidades de época romana, un mosaico con la representación de la llegada de Asclepio a la isla y otro mosaico donde se representa el fondo del mar. 
También se conservan piezas de cerámica que abarcan periodos comprendidos entre el neolítico y la época romana, y que incluyen piezas minoicas, micénicas y otras de fabricación local procedentes del yacimiento de la Edad del Bronce de Seraglio. Otros hallazgos arqueológicos presentes en el museo son objetos de la vida cotidiana —utensilios de cocina, de aseo, vestimenta, decoración, juguetes— y otros que ilustran las costumbres funerarias. Singulares son unas bolas de pigmento azul que fueron encontradas en el ágora.

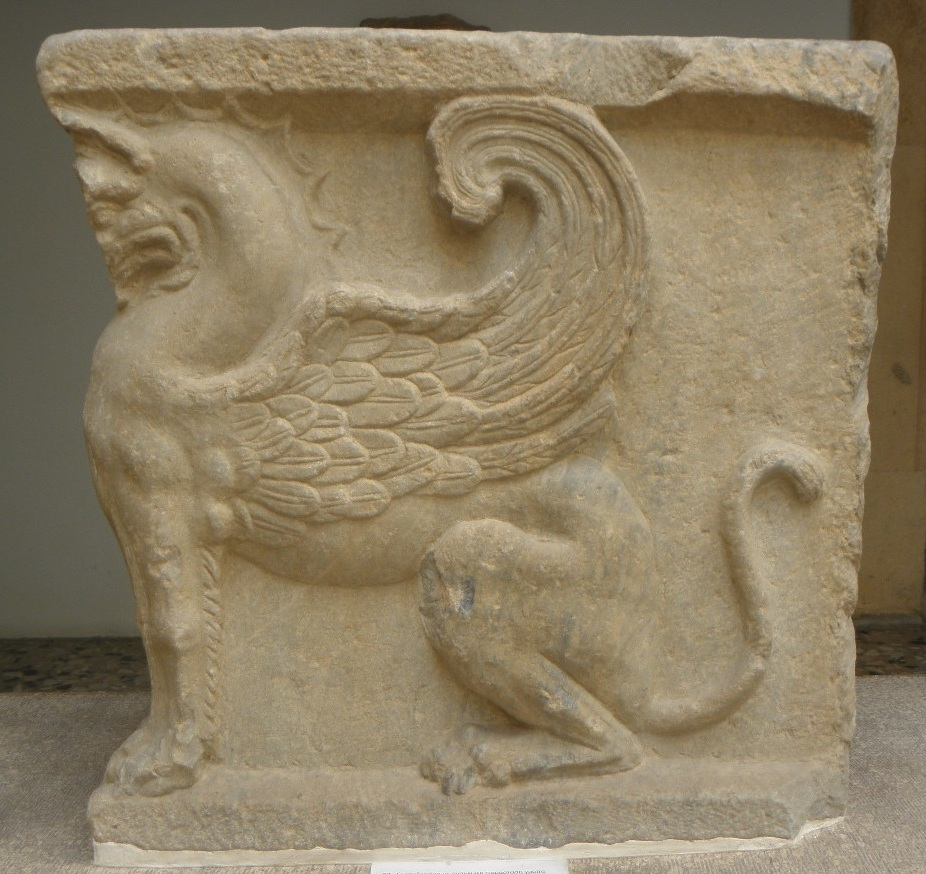
Elemento arquitectónico con la representación de un Grifo.
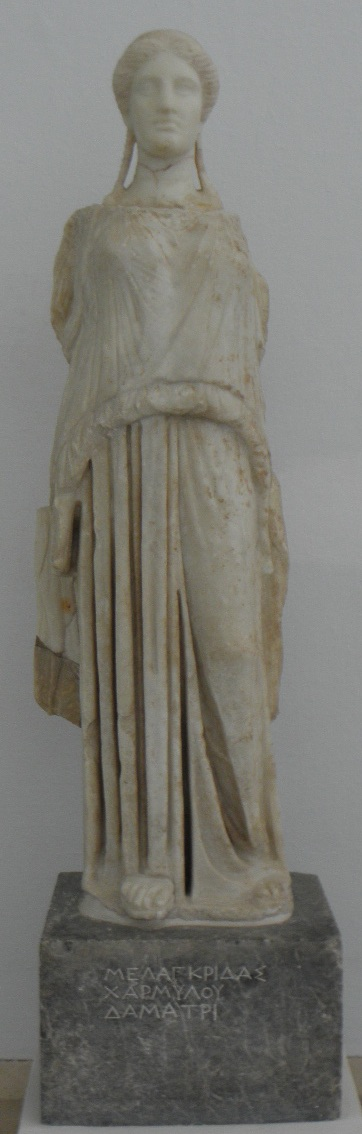
Estatua de Deméter.
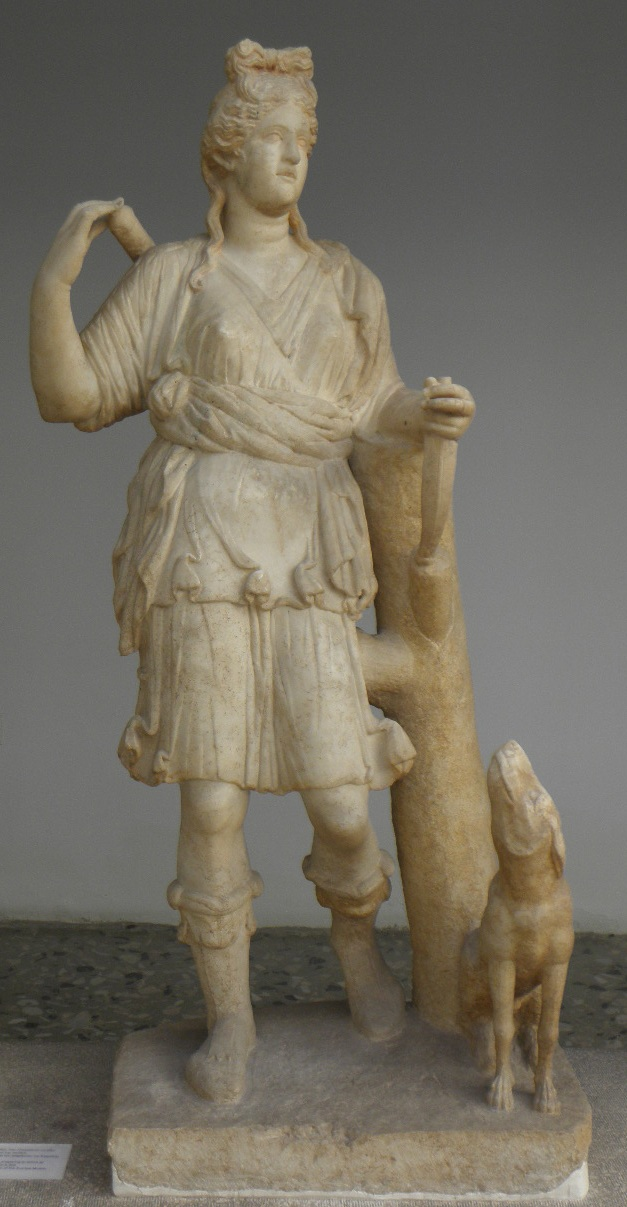
Estatua de Artemisa
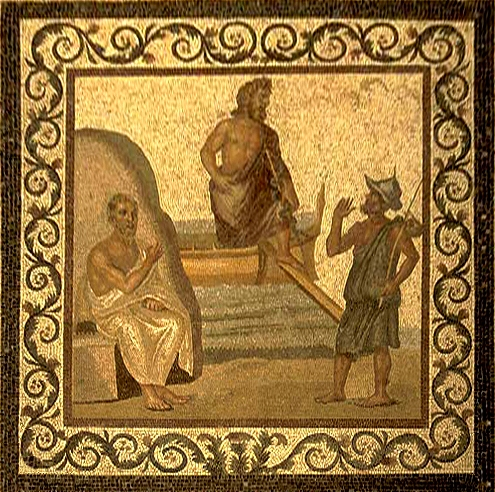
Mosaico de época romana donde se representa la llegada de Asclepio a la isla, recibido por Hipócrates y un ciudadano.